# Pfeilstorch

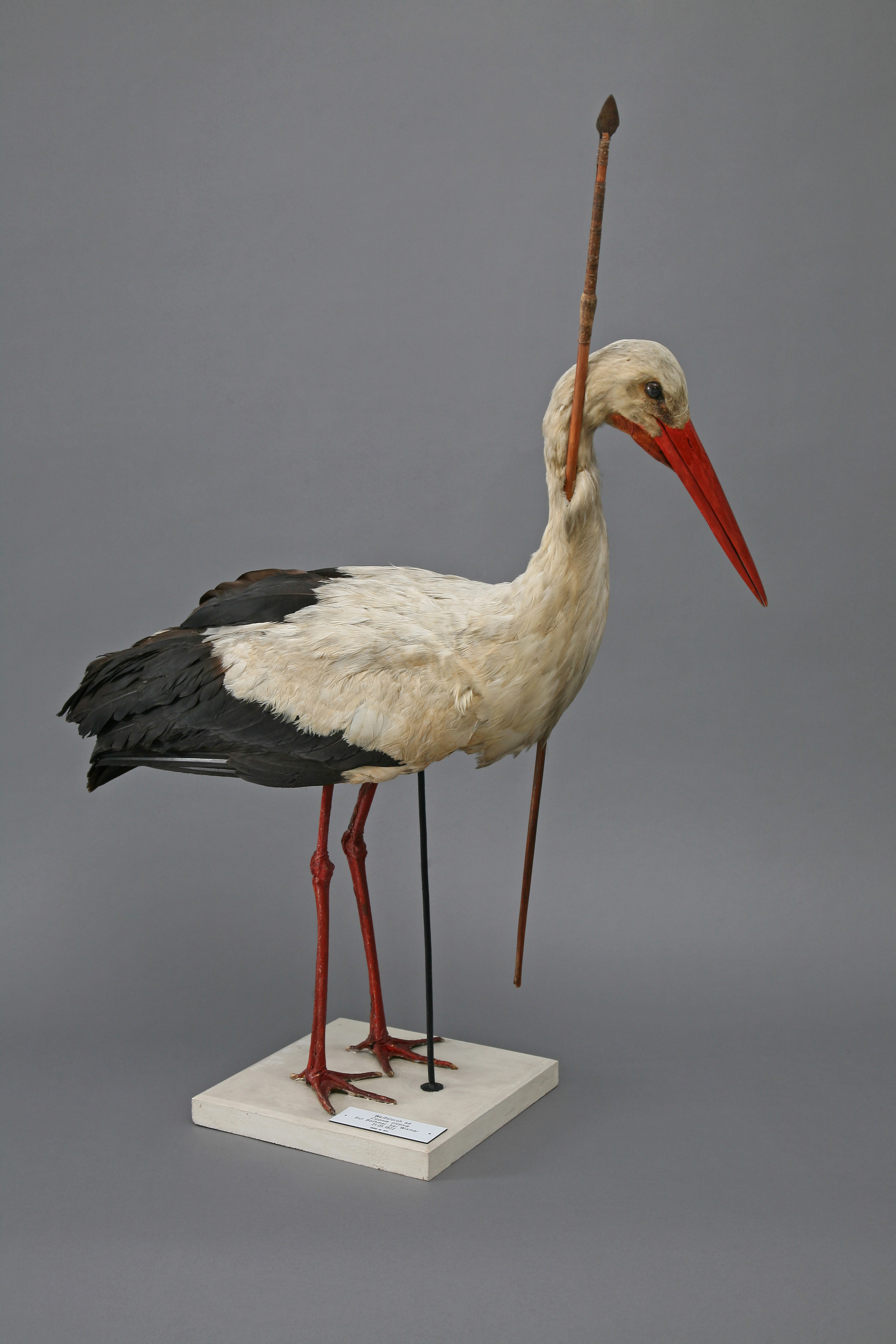

Pfeilstorch (svenska: pilstork) är en vit stork som runt 1822 träffades av ett 75 centimeter långt spjut i Afrika, för att sedan migrera till Tyskland där den påträffades i staden Klütz fortfarande bärande spjutet genom nacken. Storken finns idag uppstoppad på den zoologiska avdelningen vid Rostocks universitet. Fågeln blev en viktig pusselbit i att förstå fåglars migration. Storken är dock inte den enda i sitt slag, fram till 2003 har 25 andra fall av pilstorkar påträffats i Tyskland. 